# مارك كرو
مارك كرو (بالإنجليزية: Mark Crow)‏ مواليد 22 أكتوبر 1954، هو لاعب كرة سلة أمريكي معتزل. بدأ مسيرته الاحترافية في سنة 1977. تم اختياره من قبل فريق بروكلين نتس خلال الدرافت. يبلغ طوله 6 قدم 7 بوصة (2.0 م). اعتزل اللعب في 1989.

## المسيرة الاحترافية
لعب مع بروكلين نتس في موسم 1977-78 ، ثم لعب مع سبورتينغ لشبونة في موسم 1979–1980، ثم لعب مع فابريانو باسكت من سنة 1980 إلى 1986، ثم لعب مع نادي إشبيلية لكرة السلة في الدوري الإسباني في موسم 1987–1988، ثم لعب مع أماتوري أوديني في موسم 1988–1989.

## روابط خارجية
- مارك كرو على موقع إن بي أي (الإنجليزية)
- مارك كرو على موقع سبورتس رفرنس (الإنجليزية)
- مارك كرو على موقع كلية كرة السلة في سبورتس رفرنس.كوم (الإنجليزية)
- مارك كرو على موقع ريلجم (الإنجليزية)
- مارك كرو على موقع بروبوليرز (الإنجليزية)